# Судан (красители)

Судан I (структурная формула).

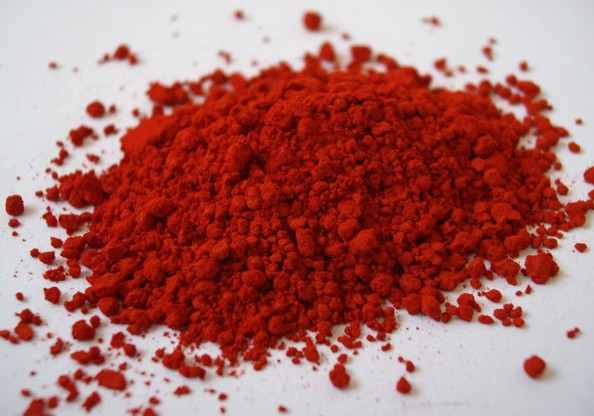
Судан I.

Судан — группа нейтральных жирорастворимых красителей.
Существует несколько типов с разными заместителями: Судан I, Судан II, Судан III, Судан IV, Sudan Red (Судан Ред, Судан красный), Para Red (Пара Ред), Судан чёрный и другие. Используются при производстве дизельного топлива, в легкой промышленности для окрашивания тканей, а также при проведении биохимических исследований для окрашивания препаратов, и относятся к непищевым красителям. Часто используются при фальсификации специй и пряностей, а также продуктов их переработки, БАД к пище, изготовленных с использованием специй и пряностей, и других пищевых продуктов, в состав которых входят специи и пряности, с целью придания им более интенсивной окраски. В химии и медицине используется для качественного определения жиров и окраски гистологических проб.
- Судан I — краситель жёлтого цвета — C16H12N2O
- Судан II — краситель оранжевого цвета — C18H16N2O
- Судан III — краситель оранжево-красного цвета — C22H16N4O
- Судан IV — краситель тёмно-красного цвета — C24H20N4O
- Sudan Red 5B (Oil Red O) — краситель красного цвета — C26H24N4O
- Sudan Red G — краситель красного цвета — C17H14N2O2
- Para Red — краситель красного цвета — C16H11N3O3
- Sudan Black B — краситель чёрного цвета — C29H24N6

## Примеры

Структуры красителей
Судан I
Судан II
Судан III
Судан IV
Судан черный B
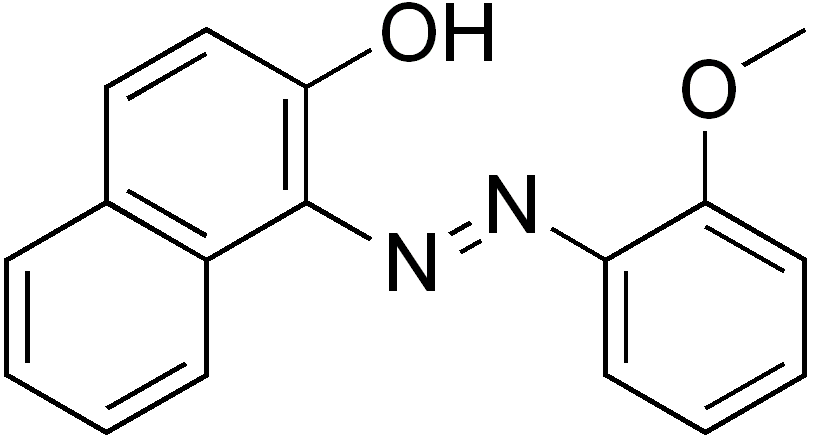
Судан красный G